# Слово Просвіти
«Слово Просвіти» — культурологічний просвітницький тижневик Всеукраїнського товариства «Просвіта» ім. Тараса Шевченка.

## Тематика, автори й аудиторія газети
Тижневик висвітлює проблеми духовності, культури, друкує матеріали на утвердження державності української мови, відкриває перед читачами ті сторінки української історії, які приховувала тоталітарна система, зокрема, репресії та голодомори, сприяє розвитку національно-демократичних тенденцій у сучасному українському суспільстві.
Постійні рубрики газети: «Події, факти, коментарі», «Просвіта», «Наша книга», «Мова єдина», «Українці у світі», «Культура», «Мистецтво», «Гаряча тема», «Суспільство», «Український шлях», «Читацьке віче», «Шевченкіана», «Духовний простір», «Геноцид», «Абетка відомих імен», «Молода країна», «Музика», «Погляд», «Освіта», «З блокнота письменника», «Родовід», «Свята і традиції», «Очевидець і літописець», «Творчий портрет», «Імпресії», «Цікаво знати», «Неопалима купина», «Малі міста України» та інші.
Серед постійних авторів тижневика — відомі в Україні політичні та громадські діячі, письменники, культурологи, діячі мистецтв. Зокрема, в різні роки авторами газети були: Павло Мовчан, Іван Заєць, Іван Драч, Володимир Яворівський, Микола Жулинський, Дмитро Степовик, Іван Ющук, Олександр Пономарів, Юрій Гнаткевич, Андрій Чебикін, Ірина Фаріон, Юрій Іллєнко та інші.
На шпальтах тижневика — актуальні публікації на мовну тематику, унікальні історичні розвідки, ексклюзивні інтерв'ю, безкомпромісні журналістські розслідування гострих ситуацій, широко висвітлюється молодіжна музика і концертна діяльність провідних митців України, виграє всіма барвами художня палітра майстрів пензля.
Наклад тижневика на початку ХХІ століття сягав 25 000 примірників. Його постійні читачі — члени «Просвіти», українська інтелігенція: сільські вчителі, лікарі, бібліотекарі, працівники вищої школи, письменники.
Співпраця редакторів української Вікіпедії і просвітян розпочалася ще 2011 року. Просвітянський тижневик «Слово Просвіти» став першим в Україні друкованим виданням, яке дозволило використовувати свій архів на умовах ліцензії Creative Commons Attribution/Share-Alike 3.0.

## Попередники газети
У 1989 році вперше силами членів Товариства української мови імені Т. Г. Шевченка була видана газета «Слово». Випусковий редактор — Радчук Віталій Дмитрович. Газета мала формат А4 і до 3-го числа робилася ксерокопічно. Надалі — у форматі А3 із застосуванням традиційних технологій. Газета «Слово» від початку 1990-х років була фактично основним друкованим органом Товариства української мови. 1992 року газета відійшла від Товариства і як незалежна змінила спрямування. Газета не припинила свого існування й досі, але видається вкрай рідко і нерегулярно. Головним редактором газети «Слово» був і залишається публіцист Олександр Сопронюк.
У регіонах (областях) України силами членів Товариства української мови імені Т. Г. Шевченка було засновано ряд регіональних друкованих видань.
Перше число газети «Слово Просвіти» (реєстраційний № 1007 від 16.03.1993 р.) побачило світ в місті Житомирі. Її головним редактором був письменник і голова місцевої «Просвіти» Анатолій Федорович Журавський. В Житомирі побачили світ 15 номерів газети. Від № 2 1995 року газета «Слово Просвіти» видається в Києві. Вона стала центральним друкованим органом Всеукраїнського товариства «Просвіта» ім. Тараса Шевченка. Редакцію очолила Любов Голота, а Анатолій Журавський став членом редакційної колегії.

## Головні редактори
1993—1995 — Анатолій Журавський
1995—2008, 2009—2018, 08. 2020 — 05. 2023 — Любов Голота
Березень — листопад 2008 — Валентина Давиденко
2019–2020 — Микола Цимбалюк
З травня 2023 — Ігор Зоц (з 25 травня — відповідальний за випуск, з 15 червня — головний редактор)
Також короткочасно обов'язки головного редактора виконували Петро Антоненко, Євген Букет, Ніна Гнатюк, Олександер Шокало.